# 卡卢什 (饶舌组合)
卡盧什（风格化下全部大写）是2019年成立的乌克兰饒舌组合，成员包括创办人兼主唱奥莱·普修克、乐器手伊霍尔·迪登丘克（Ihor Didenchuk）和舞蹈演员弗拉德·库洛奇卡（Vlad Kurochka，艺名MC地毯侠（MC KylymMen），其中伊霍尔·迪登丘克是电子民谣乐队Go_A的成员。
2021年，组合推出子团体卡盧什樂團，由新成员蒂莫菲亚·穆兹丘克（Tymofii Muzychuk）、维塔利·杜日克（Vitalii Duzhyk）和怪人约翰尼（Dzhonni Dyvnyy）组成。有别于母团体，子团体专门推出取材自乌克兰传统音乐元素的嘻哈音乐。团队凭借歌曲史蒂芬妮亞在意大利都靈舉行的2022年欧洲歌唱大赛夺得冠军。

## 历史
卡卢什于2019年成立，以主唱普休克家乡卡卢什（伊万诺-弗兰科夫斯克州城市）命名。2019年10月17日，组合在YouTube官方频道推出首部音乐视频不要腌制，取景于卡卢什的街头，导演为乌克兰说唱歌手阿廖娜·阿廖娜的御用编导德尔塔·亚瑟（Delta Arthur），后者曾于视频上线前夕在Instagram作宣传。
第二部音乐视频你在开车于2019年11月上线后，卡卢什签约美国说唱厂牌Def Jam唱片公司。2021年2月19日，组合首张专辑《Hotin》发行。2021年7月23日，卡卢什与说唱歌手Skofka推出第二张专辑《Yo-yo》（Йо-йо）。2021年，伴唱歌手安德烈·汉祖克（Andrii Handziuk，艺名怪人约翰尼（Dzhonni Dyvnyy））加盟。

### 卡卢什乐团

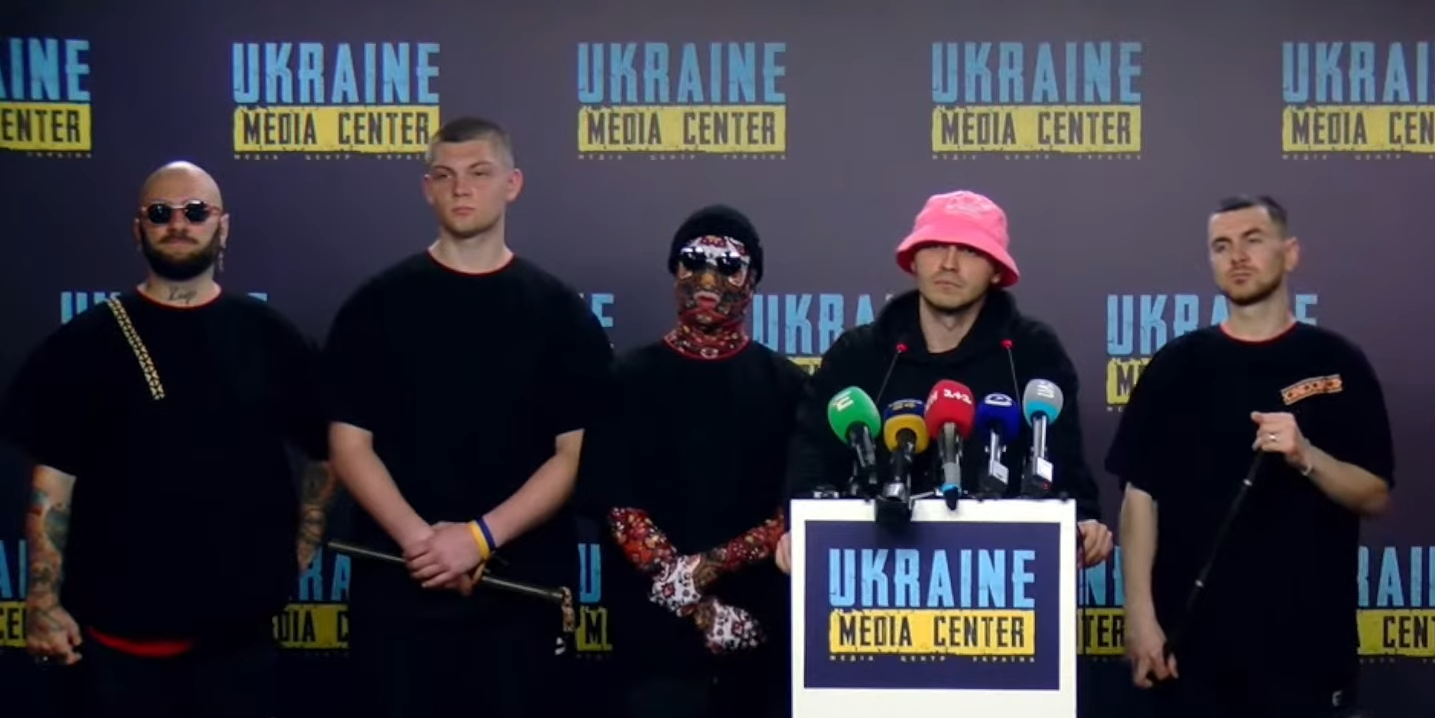
2022年的卡卢什乐团。从左到右：塔布、杜日克、库洛奇卡、普休克、穆兹丘克

2021年，组合推出子团体卡盧什乐团（Kalush Orchestra），专门推出取材自乌克兰传统音乐元素的嘻哈音乐。团队成员包括新加入的乐器手蒂莫菲亚·穆兹丘克（Tymofii Muzychuk）和维塔利·杜日克（Vitalii Duzhyk）。
2022年2月12日，卡卢什乐团凭歌曲史蒂芬妮亞参加乌克兰选送2022年欧洲歌唱大赛参赛作品的国内选拔赛《Vidbir》，结果阿丽娜·帕什当选冠军。然而卡卢什主唱普什克质疑投票流程存在技术问题，将帕什误选为冠军 。后来帕什被查出有入境俄占克里米亚的记录，违反参赛规定，冠军被褫夺，由第二名的卡卢什补上。2022年2月22日，卡卢什确认代表乌克兰参赛的当天，初选主办方烏克蘭國家電視廣播公司公布了正式的点票结果，确认帕什为冠军。
2022年俄羅斯入侵烏克蘭期间，MC地毯侠加入烏克蘭國土防禦部隊，参与首都基辅的防卫任务。同年4月乐队前往意大利参加欧唱大赛的时候，另一位舞者顶替了地毯侠，亚历山大·斯洛博迪亚尼克（Oleksandr Slobodianyk，艺名萨沙·塔布（Sasha Tab））顶替怪人约翰尼担任伴唱。
在5月14日举行的2022年欧唱大赛决赛上，卡卢什凭借631分的成绩赢得冠军，成为欧唱史上第一首夺得冠军的说唱歌曲，是乌克兰第三次夺得冠军，创下乌克兰的最好成绩。

## 作品

### 专辑
| 专辑     | 详情                                                                   |
| -------- | ---------------------------------------------------------------------- |
| Hotin    | - 发行日期：2021年2月19日 - 厂牌：Def Jam - 格式：CD、LP、數位音樂下載 |
| Yo-yo (Йо-йо) | - 发行日期：2021年7月23日 - 厂牌：Def Jam - 格式：CD、LP、数字音乐下载 |